# Parkkejsarfoting
Parkkejsarfoting (Cylindroiulus britannicus) är en mångfotingart som först beskrevs av Karl Wilhelm Verhoeff 1891.  Parkkejsarfoting ingår i släktet Cylindroiulus och familjen kejsardubbelfotingar. Arten är reproducerande i Sverige. Inga underarter finns listade i Catalogue of Life.